# L'Isle-sur-le-Doubs
Pour les articles homonymes, voir L'Isle.
L'Isle-sur-le-Doubs est une commune française située dans le département du Doubs, la région culturelle et historique de Franche-Comté et la région administrative Bourgogne-Franche-Comté.
Ses habitants sont appelés les L'Islois et L'Isloises.

## Géographie

### Climat
Pour des articles plus généraux, voir Climat de la Bourgogne-Franche-Comté et Climat du Doubs.
En 2010, le climat de la commune est de type climat de montagne, selon une étude du Centre national de la recherche scientifique s'appuyant sur une série de données couvrant la période 1971-2000. En 2020, Météo-France publie une typologie des climats de la France métropolitaine dans laquelle la commune est exposée à un climat semi-continental et est dans la région climatique  Jura, caractérisée par une forte pluviométrie en toutes saisons (1 000 à 1 500 mm/an), des hivers rigoureux et un ensoleillement médiocre. 
Pour la période 1971-2000, la température annuelle moyenne est de 10,2 °C, avec une amplitude thermique annuelle de 17,3 °C. Le cumul annuel moyen de précipitations est de 1 216 mm, avec 13,8 jours de précipitations en janvier et 10,4 jours en juillet. Pour la période 1991-2020, la température moyenne annuelle observée sur la station météorologique de Météo-France la plus proche, « Medière », sur la commune de Médière à 1 km à vol d'oiseau, est de 11,5 °C et le cumul annuel moyen de précipitations est de 1 105,2 mm. 
La température maximale relevée sur cette station est de 40,2 °C, atteinte le 24 juillet 2019 ; la température minimale est de −17 °C, atteinte le 5 février 2012,,. 
| Mois                                  | jan.           | fév.          | mars          | avril         | mai           | juin         | jui.          | août        | sep.         | oct.          | nov.           | déc.           | année     |
| ------------------------------------- | -------------- | ------------- | ------------- | ------------- | ------------- | ------------ | ------------- | ----------- | ------------ | ------------- | -------------- | -------------- | --------- |
| Température minimale moyenne (°C)     | −0,8           | −1            | 1,1           | 4,2           | 7,9           | 11,9         | 13,4          | 13,1        | 9,7          | 6,4           | 3,2            | 0,1            | 5,8       |
| Température moyenne (°C)              | 2,7            | 3,6           | 7,1           | 11,2          | 14,7          | 18,8         | 20,7          | 20,3        | 16,4         | 11,8          | 7,1            | 3,5            | 11,5      |
| Température maximale moyenne (°C)     | 6,2            | 8,3           | 13,1          | 18,2          | 21,5          | 25,7         | 28            | 27,5        | 23,1         | 17,2          | 11,1           | 6,9            | 17,2      |
| Record de froid (°C) date du record   | −12,3 12.01.09 | −17 05.02.12  | −8 13.03.10   | −4,5 06.04.21 | −0,9 17.05.12 | 3,3 21.06.10 | 5 03.07.11    | 4 30.08.09  | 0,7 24.09.08 | −4,9 16.10.09 | −10,7 30.11.10 | −16,9 27.12.10 | −17 2012  |
| Record de chaleur (°C) date du record | 19,6 01.01.23  | 22,7 24.02.21 | 27,8 31.03.21 | 29,4 28.04.12 | 34,2 25.05.09 | 38 26.06.19  | 40,2 24.07.19 | 40 07.08.15 | 35 10.09.23  | 31,1 07.10.09 | 25,9 07.11.15  | 19,2 31.12.22  | 40,2 2019 |
| Précipitations (mm)                   | 95,2           | 82,1          | 75,7          | 72            | 108,3         | 102,3        | 85,1          | 101,1       | 71,9         | 96,7          | 90,6           | 124,2          | 1 105,2   |

| Diagramme climatique                                  |           |             |           |              |               |            |               |             |             |             |             |
| J                                                     | F         | M           | A         | M            | J             | J          | A             | S           | O           | N           | D           |
| 6,2−0,895,2                                           | 8,3−182,1 | 13,11,175,7 | 18,24,272 | 21,57,9108,3 | 25,711,9102,3 | 2813,485,1 | 27,513,1101,1 | 23,19,771,9 | 17,26,496,7 | 11,13,290,6 | 6,90,1124,2 |
| Moyennes : • Temp. maxi et mini °C • Précipitation mm |           |             |           |              |               |            |               |             |             |             |             |

Les paramètres climatiques de la commune ont été estimés pour le milieu du siècle (2041-2070) selon différents scénarios d'émission de gaz à effet de serre à partir des nouvelles projections climatiques de référence DRIAS-2020. Ils sont consultables sur un site dédié publié par Météo-France en novembre 2022.

## Urbanisme

### Typologie
Au 1er janvier 2024, L'Isle-sur-le-Doubs est catégorisée bourg rural, selon la nouvelle grille communale de densité à 7 niveaux définie par l'Insee en 2022.
Elle appartient à l'unité urbaine de L'Isle-sur-le-Doubs, une agglomération intra-départementale dont elle est ville-centre,. Par ailleurs la commune fait partie de l'aire d'attraction de Montbéliard, dont elle est une commune de la couronne,. Cette aire, qui regroupe 137 communes, est catégorisée dans les aires de 50 000 à moins de 200 000 habitants,.

### Occupation des sols
L'occupation des sols de la commune, telle qu'elle ressort de la base de données européenne d’occupation biophysique des sols Corine Land Cover (CLC), est marquée par l'importance des forêts et milieux semi-naturels (48,5 % en 2018), une proportion identique à celle de 1990 (48,5 %). La répartition détaillée en 2018 est la suivante : 
forêts (48,5 %), zones urbanisées (19,9 %), terres arables (10 %), zones agricoles hétérogènes (8,9 %), prairies (8,8 %), eaux continentales (2,5 %), zones industrielles ou commerciales et réseaux de communication (1,5 %). L'évolution de l’occupation des sols de la commune et de ses infrastructures peut être observée sur les différentes représentations cartographiques du territoire : la carte de Cassini (XVIIIe siècle), la carte d'état-major (1820-1866) et les cartes ou photos aériennes de l'IGN pour la période actuelle (1950 à aujourd'hui).

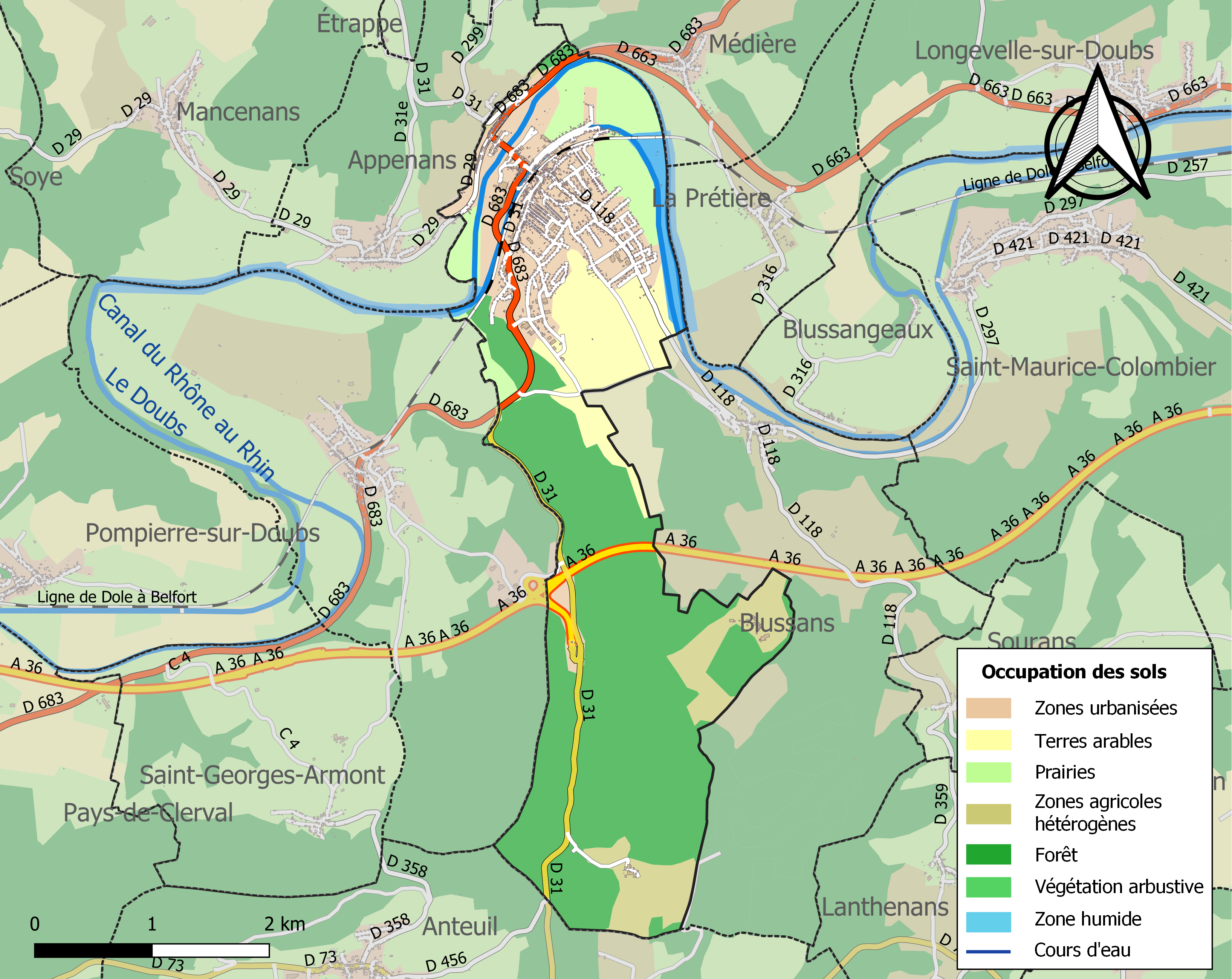
Carte des infrastructures et de l'occupation des sols de la commune en 2018 (CLC).

## Toponymie
Lile en 1275 ; Lila à la fin du XIVe siècle ; Liella, Lisla au XVe siècle.
L'Isle-sur-le-Doubs est une ville de l'Est de la France qui est traversée par deux bras du Doubs, ce qui forme l'île  de l'ancienne orthographe l'isle et aussi par le canal du Rhône au Rhin.

## Histoire

### Fondation de la ville
Vers 1263 Thiébaud III de Neuchâtel-Bourgogne, fonda la localité. Nommée Yla, c'était une petite ville composée de trois parties : le Magny, la Rue sur la rive droite et l'Isle proprement dite. La Rue existait avant 1187 et était nommée tantôt Carnans, Carnetum, Caunnans ou Caonans (tous désignent des habitations groupées au pied d'un monticule baigné par une rivière), elle était citée dans les possessions de l'abbaye des Trois Rois. Il fit d'abord entourer la Rue d'une épaisse enceinte, construire le pont en pierre de magny ainsi qu'une porte à son entrée, il fortifia les deux portes du côté de Médière et d'Appenans que flanquaient deux imposantes tours et ponts-levis, puis il édifia le château dans la partie supérieure de l'îsle car les Neuchâtel n'y possédaient jusqu'alors qu'une maison. Le château était un bâtiment de forme carrée garni de tours aux quatre angles, une porte voûtée en assurait l'entrée en face du bourg, auprès de la porte de Médière se trouvait une boucherie et la halle.
Afin de peupler rapidement sa ville il donna des franchises aux habitants et accorda le commerce en créant des foires et des marchés. Il exempta les bourgeois de main-morte ainsi que leurs serviteurs et leur bétail de servitude et de corvées sauf pour le service en armes à pied et à cheval ainsi que pour les quatre cas (lorsque le sujet était fait chevalier, qu'il partait en outre-mer, qu'il était fait prisonnier ou qu'il mariait sa fille). Ils avaient la liberté de vendre et d'acheter, d'habiter où ils voulaient et ils avaient le droit de pêcher dans la rivière, autant d'avantages qui étaient très rares à cette époque. Ces franchises seront  confirmées en mai 1308 par Agnès de Châteauvilain, qui portait le titre de dame de l'Isle-sur-le-Doubs et Thiébaud IV de Neuchâtel son fils.

### L'étendue du fief
Après la mort de Thiébaud III c'est son fils aîné Thiébaud IV qui hérita de l'Isle-sur-le-Doubs ainsi que des terres situées près de Longevelle, de Lanthenans, d'Uzelles, de Mont-Martin et de la « grange Corcelles » (qui était un hameau d'une douzaine de maisons à quelque distance de l'Isle-sur-le-Doubs et dont le nom signifie cour = habitation et cel = petite et qui existait dès 1136). Les Neuchâtel possédaient donc un domaine considérable, en plus de la grande maison et du château ils avaient aussi la maison de Granges, les bâtiments de la boucherie et de la halle, la grande place, tous les vergers du Magny ainsi que les prés et les bois alentour.

### La maison de Belmont
Les nobles de Belmont, dont le château d'origine est situé sur une hauteur dans le voisinage de la ville, sont connus dès la première moitié du XIIe siècle. Hugo Paganus, dominus Pulchri Montis (1133-1150), vassal de Montbéliard, est un des premiers bienfaiteurs de l'abbaye de Lieu-Croissant, où il sera inhumé, ainsi que quelques-uns de ses successeurs. Pierre, chevalier, fils de Roger de Belmont et neveu de Hugo Paganus, était avoué de la terre de Vielley pour Richard II de Montfaucon, et témoin de la fondation de l'abbaye Notre-Dame de Belchamp. Le sire Richard et Pierre, son frère, font en 1258 des libéralités au couvent de Bithaine, avec l'aval du comte de Montbéliard. Jean était fils d'Alix de Belmont et de Varis d'Aucelles. Le dernier mâle de la branche aînée, Otton, capitaine du château d'Ornans et fils du chevalier Guillaume, ancien bailli de Bourgogne, avait épousé Jeanne de Scey, et mourut vers 1390. Il laissa deux filles, Marguerite et Catherine, mariées toutes deux dans la maison de Montjustin. Catherine s'unit en secondes noces à Antoine de Hagenbach, gentilhomme du comté de Ferrette. Leur fils Pierre, gouverneur de la Haute-Alsace pour le duc Charles le Téméraire, meurt sur l'échafaud en 1474. Belmont, dont la ligne cadette, établie dans la seigneurie de Belvoir, existait encore au XVIIe siècle, portait : « burelé d'argent et d'azur de dix pièces. »

## Héraldique
| Blason de L'Isle-sur-le-Doubs | Blason  | Parti au 1) de gueules à la bande d’argent, au 2) gironné d’argent et de sable ; sur le tout d’argent aux trois fasces de gueules. |
| Blason de L'Isle-sur-le-Doubs | Détails | Le statut officiel du blason reste à déterminer.                                                                                   |

### Liste des maires

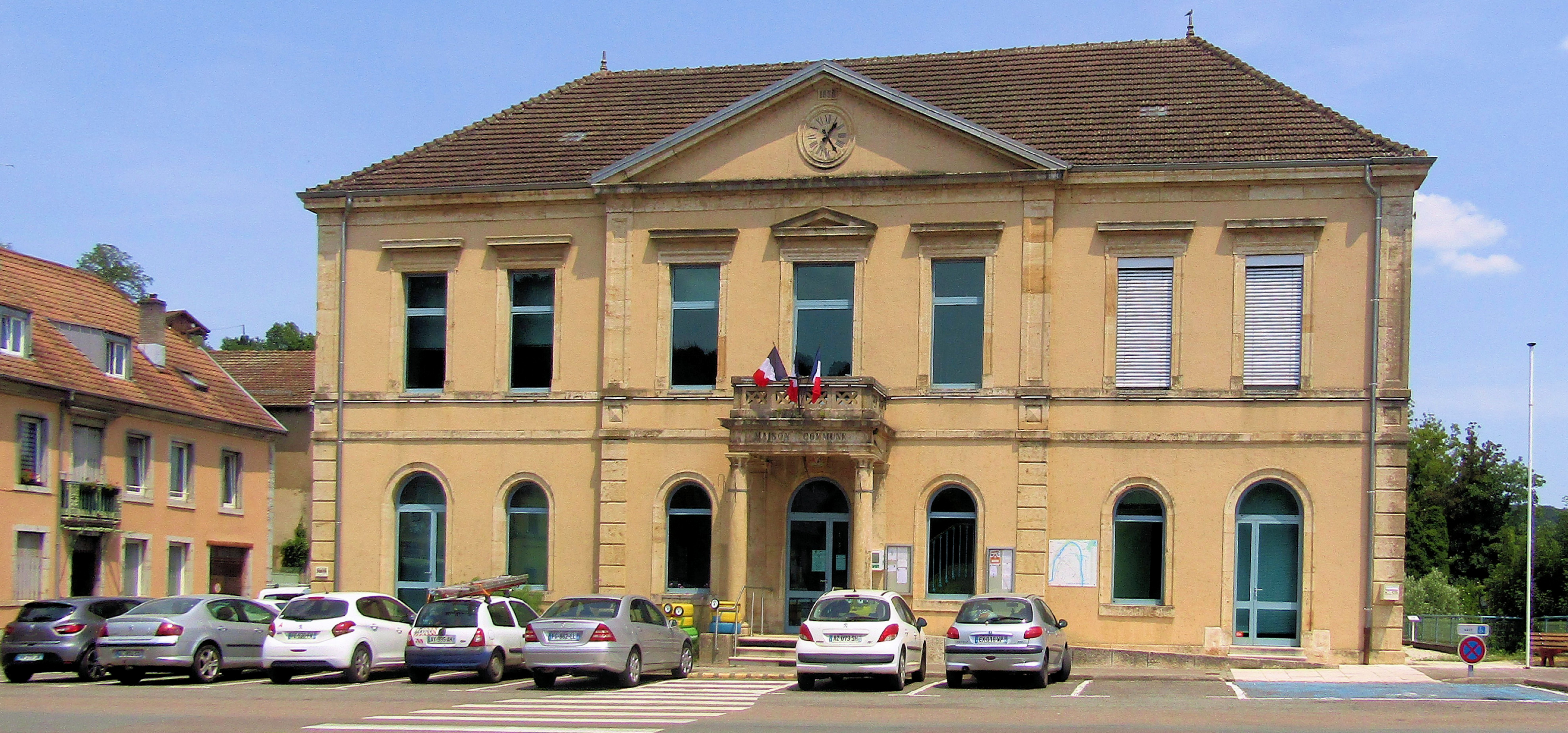
La maison commune.

## Politique et administration

### Jumelage
La ville est officiellement jumelée  avec Wölfersheim (Allemagne) depuis décembre 2014.

## Population et société

### Démographie
L'évolution du nombre d'habitants est connue à travers les recensements de la population effectués dans la commune depuis 1793. Pour les communes de moins de 10 000 habitants, une enquête de recensement portant sur toute la population est réalisée tous les cinq ans, les populations de référence des années intermédiaires étant quant à elles estimées par interpolation ou extrapolation. Pour la commune, le premier recensement exhaustif entrant dans le cadre du nouveau dispositif a été réalisé en 2004.

En 2022, la commune comptait 2 812 habitants, en évolution de −8,13 % par rapport à 2016 (Doubs : +1,88 %, France hors Mayotte : +2,11 %).
| 1793 | 1800 | 1806 | 1821 | 1831  | 1836  | 1841  | 1846  | 1851  |
| ---- | ---- | ---- | ---- | ----- | ----- | ----- | ----- | ----- |
| 624  | 592  | 760  | 674  | 1 101 | 1 123 | 1 255 | 1 325 | 1 528 |

| 1856  | 1861  | 1866  | 1872  | 1876  | 1881  | 1886  | 1891  | 1896  |
| ----- | ----- | ----- | ----- | ----- | ----- | ----- | ----- | ----- |
| 1 924 | 1 993 | 2 060 | 2 085 | 2 584 | 2 525 | 2 512 | 2 558 | 2 469 |

| 1901  | 1906  | 1911  | 1921  | 1926  | 1931  | 1936  | 1946  | 1954  |
| ----- | ----- | ----- | ----- | ----- | ----- | ----- | ----- | ----- |
| 2 621 | 2 584 | 2 633 | 2 822 | 2 801 | 2 622 | 2 522 | 2 580 | 2 721 |

| 1962  | 1968  | 1975  | 1982  | 1990  | 1999  | 2004  | 2006  | 2009  |
| ----- | ----- | ----- | ----- | ----- | ----- | ----- | ----- | ----- |
| 3 162 | 3 231 | 3 442 | 3 205 | 3 203 | 3 305 | 3 302 | 3 383 | 3 181 |

| 2014  | 2019  | 2022  | - | - | - | - | - | - |
| ----- | ----- | ----- | - | - | - | - | - | - |
| 3 090 | 2 865 | 2 812 | - | - | - | - | - | - |

Au recensement de 1657 on compte 150 habitants pour 31 ménages. On trouve des Andrey, Balandie, Bertrand, Billet, Bretaigne, Briot, Colardot, Coulnot, Doullot, Girardin, Guillon, Lecorne, Loevrard, Metteret, Montot, Mouchet, Munie, Nedey, Passa, Petit, Petitot, Prelot, Thomassey, Tornier, Voyrin.

### Santé
L'hôpital le plus proche est l'hôpital Nord Franche-Comté situé à Trévenans, dans le sud du Territoire de Belfort (département voisin),.

## Lieux et monuments
- La première église de l'Isle est située à Fusnans. Sans doute construite au milieu du XIIe siècle sous l'impulsion des moines de l'abbaye de Lieu-Croissant. Elle devient église paroissiale et le reste jusqu'en 1694, les habitants de La Velle  en étant aussi paroissiens. L'invasion de 1637 la ravage gravement, sa démolition définitive ayant lieu vers 1735 (une chapelle au cimetière rappelle son emplacement)[14].
- Église de-la-Nativité-de-la-Très-Sainte-Vierge. Vers 1263 Thiébaud III de Neuchâtel construit la première église sous le vocable de la Vraie Croix dont il aurait ramené un fragment de la cinquième croisade. Elle fut incendiée par les troupes d'invasion en 1475, puis complètement détruite pendant la guerre de Dix Ans. Reconstruite en 1684, elle tombe en ruines en 1732, nécessitant sa restauration en 1784. Elle s'avère vite trop petite, car la population augmente au cours des siècles suivants. Elle est donc reconstruite en 1854 ; seul le clocher a été conservé. Elle est consacrée le 14 septembre 1856 par le cardinal Mathieu, archevêque de Besançon. Elle conservait de l'ancienne église de la Sainte-Croix un reliquaire et un calice d'argent daté de 1442, le reliquaire en forme de croix de 1575 et un coffret orné d'un médaillon représentant sainte Catherine d'Alexandrie : le tout fut volé dans les années 1980[14].
- Château (XIIIe – XVIIIe siècles), fondé par la maison de Neufchâtel dans le premier tiers du XIIIe siècle[26].

## Personnalités liées à la commune
- Gaspard Gresly[27], peintre. Né à L'Isle-sur-le-Doubs le 8 janvier 1712, il peint souvent de petites scènes familières de la vie quotidienne et des portraits. Ayant une clientèle fidèle tant en Franche-Comté qu'à Paris, il meurt cependant dans une relative misère le 17 février 1756 à Besançon.
- Nicolas Koechlin (1838-1892), patron d'une filature et conseiller général du canton de L'Isle-sur-le-Doubs entre 1879 et 1892, est inhumé à L'Isle-sur-le-Doubs.
- Jules Ménétrier (1847-19..), prétendant au trône de France, est né à L'Isle-sur-le-Doubs.
- Georges Emile Barbier, joueur d'échecs français du XIXe siècle, champion d'Écosse.